# Lieler

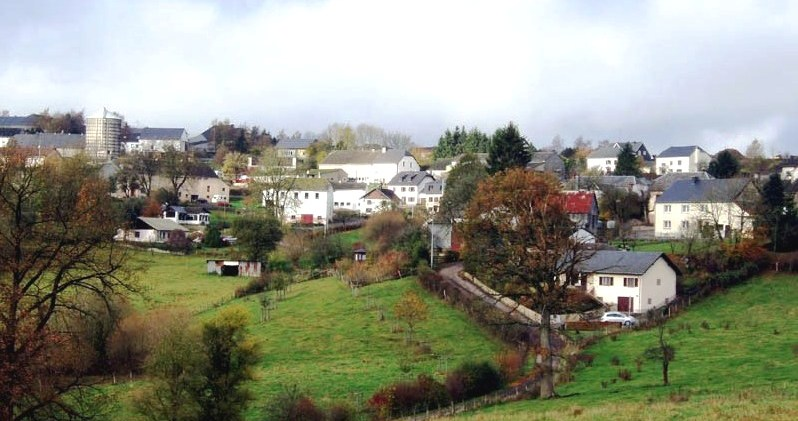
Lieler

Lieler (Luxemburgs: Léiler) is een plaats in de gemeente Clervaux en het kanton Clervaux in Luxemburg.
Lieler telt 168 inwoners (2001).
Naar het noordoosten ligt het Drielandenpunt van België-Duitsland-Luxemburg.

## Bezienswaardigheden
- Heilig Kruiskerk

## Natuur en landschap
Lieler ligt hoog boven het dal van de Our.

## Nabijgelegen kernen
Ouren, Heinerscheid, Breidfeld